# 横尾三郎
横尾 三郎（よこお さぶろう、1950年5月11日 - ）は日本の男性俳優、声優。東京俳優生活協同組合所属。新潟県上越市出身。俳協演劇研究所の第2期卒業。身長171cm。体重64kg。

## 出演作品（俳優）

### テレビドラマ
- ロボット110番 第5話「奇蹟をよぶ借金とり」（1977年、テレビ朝日）
- 黄金の日日（1978年、NHK） - 北畠信雄
- 帝銀事件 大量殺人・獄中32年の死刑囚（1980年、テレビ朝日）
- 獅子の時代（1980年、NHK） - 官吏
- 峠の群像（1982年、NHK） - 公卿
- 大戦隊ゴーグルファイブ 第34話「出た! 黄金必殺技」（1982年、テレビ朝日） - 吉沢
- 徳川家康（1983年、NHK）
- 春の波涛（1985年、NHK）
- 翔ぶが如く（1990年、NHK） - 公家
- 特警ウインスペクター 第21話「涙に散った銃弾!」（1990年、テレビ朝日）
- 太平記（1991年、NHK） - 蔵人
- 信長 KING OF ZIPANGU（1992年、NHK） - 重臣
- 愛という名のもとに（1992年、フジテレビ）
- 悪女（1992年、日本テレビ）
- わがままな女たち（1992年、フジテレビ）
- 振り返れば奴がいる（1993年、フジテレビ）
- 炎立つ（1993年 - 1994年、NHK） - 貴族
- 人間・失格〜たとえばぼくが死んだら（1994年、TBS）
- 明るい家族計画（1995年、フジテレビ）
- 金曜時代劇 夢暦長崎奉行（1996年、NHK）
- 土曜ワイド劇場「松本清張スペシャル・黒い樹海」（1997年、テレビ朝日） - 佐敷泊雲
- 徳川慶喜（1998年、NHK） - 男谷信友
- 女優・杏子（2001年、フジテレビ）
- はぐれ刑事純情派第16シリーズ 第21話「謎の落書犯! 東京─富士五湖、樹海に消えた父」（2003年、テレビ朝日）
- 土曜ワイド劇場「夜行列車の女」（2003年、テレビ朝日）
- Cafe吉祥寺で（2008年、テレビ東京）

### ビデオ
- ウルトラマンネオス 第1話「ネオス誕生」（2000年、VAP / 円谷プロ） - 阿賀鉱山職員

### 舞台
- おしの
- 黒いチューリップ
- 下谷万年町物語
- 杜子春
- 船乗りクプクプの冒険
- 雪国

### CM
- 週刊CHINTAI

### バラエティ
- Kiss My Fake

## 出演作品（声優）

### テレビアニメ
- 無敵超人ザンボット3（信一）
- 無敵鋼人ダイターン3（ソルジャーC）
- 伝説巨神イデオン（ナブール・ハタリ〈4話、7話〉[1]）
- シティーハンター2（三郎）

### 劇場版アニメ
- セロ弾きのゴーシュ（団員）
- みゆき

### 特撮
- TVオバケてれもんじゃ（紙テープの声）
- どきんちょ!ネムリン（アイスクリームの声）